# Codex diplomaticus Lubecensis
Der Codex diplomaticus Lubecensis, das Lübecker Urkundenbuch, ist eine Quellenedition zur mittelalterlichen Geschichte der Hansestadt Lübeck. Es vereint die Texte überlieferter diplomatischer Quellen zur Geschichte der Hansestadt Lübeck und des Bistums Lübeck von den ersten schriftlichen Überlieferungen bis zum Ende des 16. Jahrhunderts.

## Entstehung
Vorbild und Anstoß zur Entstehung des Codex diplomaticus Lubecensis war der 1836 von dem Frankfurter Stadtarchivar und Bibliothekar Johann Friedrich Böhmer herausgegebene Codex diplomaticus Mœnofrancofurtanus, das Urkundenbuch der Reichsstadt Frankfurt. In Lübeck hatte der Richter Carl Wilhelm Pauli 1834 bereits verloren geglaubte Archivbestände der Trese wieder aufgefunden und gab mit dieser Wiederentdeckung den Impuls zur Erfassung, Sicherung und Erforschung der umfangreichen mittelalterlichen Urkundenbestände in Lübeck. Die Herausgabe des Codex diplomaticus Lubecensis wurde vom Verein für Lübeckische Geschichte und Altertumskunde übernommen, der sich 1821 auf Anregung von Johann Friedrich Hach zunächst als Ausschuß für das Sammeln und Erhalten geschichtlicher Quellen in der Gesellschaft zur Beförderung gemeinnütziger Tätigkeit gebildet hatte. In Zusammenarbeit mit dem oldenburgischen Archivar Wilhelm Leverkus, der seine Laufbahn 1837 als Archivar beim Archiv des Bistums Lübeck in Eutin begonnen hatte, wurde die große Aufgabe in Angriff genommen. Der Codex diplomaticus Lubecensis gliedert sich entsprechend in zwei Reihen: die erste Abteilung, das Urkundenbuch der Stadt Lübeck (kurz: UBStL) und die zweite Abteilung, das Urkundenbuch des Bistums Lübeck.

## Lübecker Urkundenbuch
Das Lübecker Urkundenbuch im engeren Sinne wird folglich durch die erste Abteilung des Codex diplomaticus Lubecensis, das Urkundenbuch der Stadt Lübeck: 1139-1470 (= Codex diplomaticus Lubecensis I), verkörpert. Den Großteil dieser Quellenedition bewältigte der erste hauptamtliche Lübecker Staatsarchivar Carl Friedrich Wehrmann (Bände 4–10) im Archiv der Hansestadt Lübeck allein.
- Band 1
- Band 2,1 (Bearbeiter: Carl Friedrich Wehrmann)
- Band 2,2 (Bearbeiter: Carl Friedrich Wehrmann)
- Band 3 (Bearbeiter: Carl Friedrich Wehrmann)
- Band 4 (Alleinbearbeiter: Carl Friedrich Wehrmann)
- Band 5 (Alleinbearbeiter: Carl Friedrich Wehrmann)
- Band 5 (Alleinbearbeiter: Carl Friedrich Wehrmann)
- Band 6 [1417–1426] (Alleinbearbeiter: Carl Friedrich Wehrmann)
- Band 7 1427–1440 (Alleinbearbeiter: Carl Friedrich Wehrmann)
- Band 8 1440–1450 (Alleinbearbeiter: Carl Friedrich Wehrmann)
- Band 9 1451–1460 (Alleinbearbeiter: Carl Friedrich Wehrmann)
- Band 10 1461–1465 (Alleinbearbeiter: Carl Friedrich Wehrmann)
- Band 11 1466–1470 (Alleinbearbeiter: Paul Ewald Hasse)
- Band 12: Register zu Band 1–11 (Bearbeiter: Friedrich Techen)

## Urkundenbuch des Bistums Lübeck
Das Urkundenbuch des Bistums Lübeck als zweite Abteilung des Codex diplomaticus Lubecensis erschien in der Bearbeitung des ersten Bandes durch Wilhelm Leverkus 1856 als
- „Urkundenbuch des Bisthums Lübeck“, Thl. 1, die Jahre 1154 bis 1341[1]

Weitere Bände dieser Abteilung erschienen im 19. Jahrhundert nicht. Durch den Übergang der Archivbestände des Lübecker Domkapitels und des Bistums Lübeck im Zuge Eingliederung des Fürstentums Lübeck 1937 in die preußische Provinz Schleswig-Holstein durch das Groß-Hamburg-Gesetz auf das Landesarchiv Schleswig-Holstein erscheint die Fortsetzung des Urkundenbuchs des Bistums Lübeck seit 1994 bearbeitet von Wolfgang Prange in den Schleswig-Holsteinische Regesten und Urkunden (SHRU):
- Bd. 13, Teil 1: Urkundenbuch des Bistums Lübeck 1154–1341.
- Bd. 13, Teil 2: Urkundenbuch des Bistums Lübeck 1220–1439.
- Bd. 14, Teil 3: Urkundenbuch des Bistums Lübeck 1439–1509.
- Bd. 15, Teil 4: Urkundenbuch des Bistums Lübeck 1510–1530.

## Sonstiges
Ergänzt wird diese Quellenedition zur Geschichte der Hansestadt Lübeck und der Hanse durch das vom Hansischen Geschichtsverein herausgegebene und in den ersten vier Bänden von Konstantin Höhlbaum bearbeitete Hansische Urkundenbuch und die Hanserezesse, aber auch durch die Urkundenbücher benachbarter Territorien, wie z. B. das Mecklenburgische Urkundenbuch und die Urkundenbücher anderer Hansestädte.

## Urkunden des Codex diplomaticus Lubecensis in der Wikipedia
- 1188, 19. September: Barbarossa-Privileg
- 1226, Juni: Lübecker Reichsfreiheitsbrief

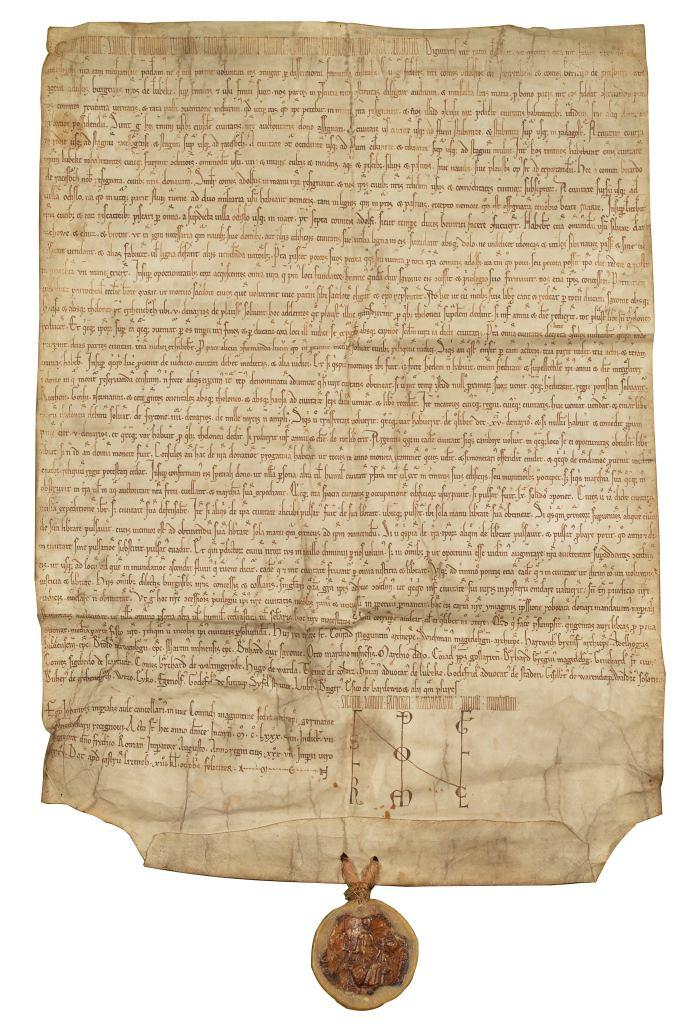
Verfälschte Abschrift des Barbarossa-Privilegs im Archiv der Hansestadt Lübeck
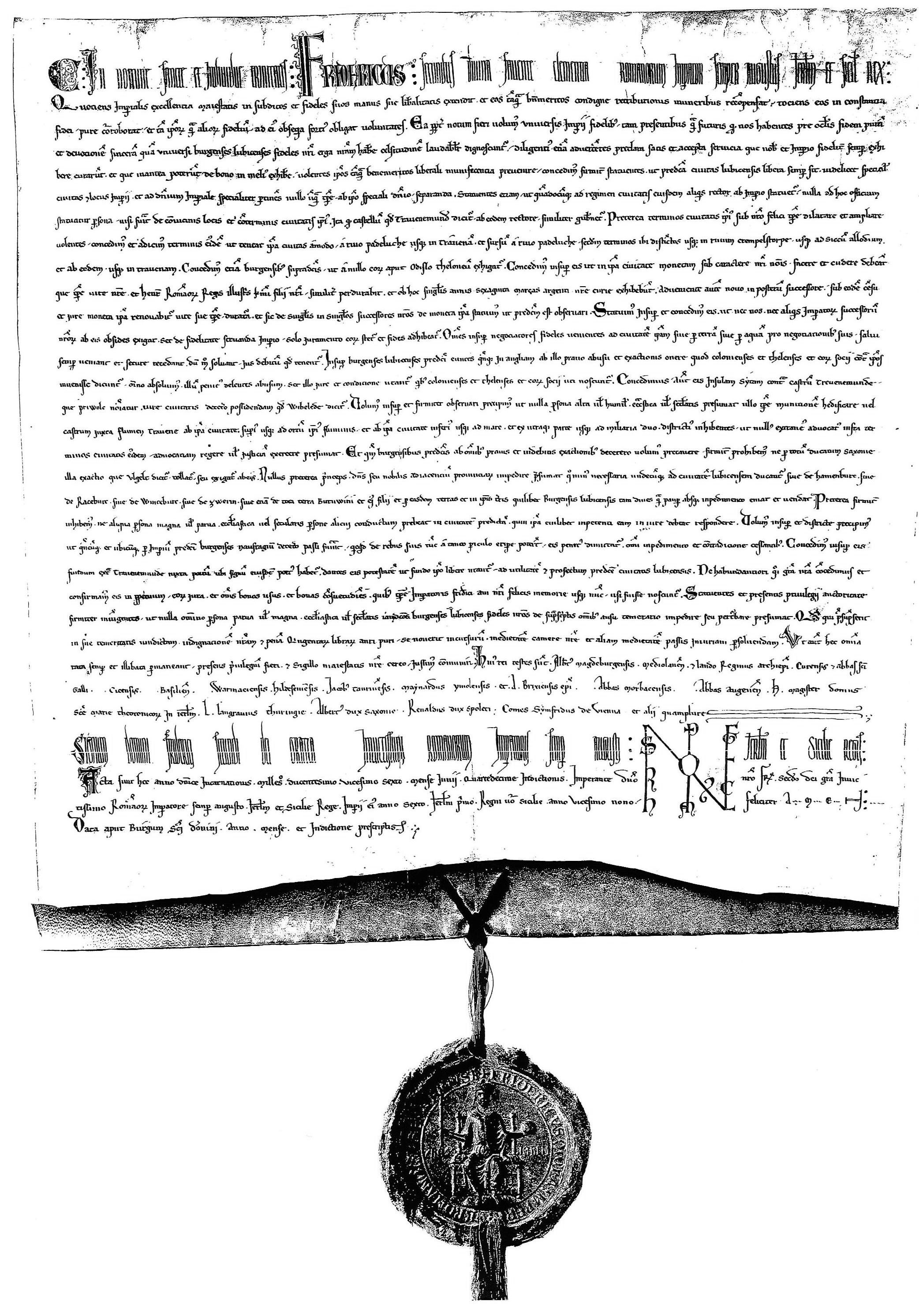
Reichsfreiheitsbrief der Stadt Lübeck aus dem Jahr 1226